# Aitor Hernández
Aitor Hernández Gutiérrez (Ermua, 24 januari 1982) is een Spaans voormalig wielrenner.

## Belangrijkste overwinningen
2012
- Veldrit Igorre
- Veldrit Karrantza
- Veldrit Valencia

2013
- Spaans kampioen veldrijden, Elite
- Veldrit Karrantza
- Veldrit Llanes
- Veldrit Llodio
- Veldrit Ispaster
- Veldrit Medina de Pomar
- Veldrit Muskiz
- Veldrit Oviedo
- Veldrit Villarcayo

2014
- Veldrit Karrantza
- Veldrit Igorre
- Veldrit Valencia

2015
- Spaans kampioen veldrijden, Elite

## Resultaten in voornaamste wedstrijden
| Jaar | Ronde van Italië | Ronde van Frankrijk | Ronde van Spanje |
| ---- | ---------------- | ------------------- | ---------------- |
| 2006 |                  | 136e                |                  |
| 2007 | opgave           |                     | 81e              |
| 2008 |                  |                     |                  |
| 2009 |                  |                     | 96e              |

| Jaar | Milaan-San Remo | Ronde van Lombardije | Parijs-Tours | Waalse Pijl |
| ---- | --------------- | -------------------- | ------------ | ----------- |
| 2006 |                 |                      |              | 115e        |
| 2007 | 113e            |                      |              |             |
| 2008 |                 |                      | 85e          |             |
| 2009 |                 | 83e                  | 87e          |             |